# Jiří Okáč
Jiří Okáč (* 3. listopadu 1963 Brno) je bývalý československý a český basketbalista a trenér.
Patřil mezi nejvýznamnější basketbalisty a mezi vůdčí osobnosti československé a české basketbalové reprezentace. Jako hráč byl účastníkem 10 světových a evropských basketbalových soutěží.
V roce 1992 hrál ve Španělsku kvalifikaci na Olympijské hry 1992. Československo skončilo šesté a z kvalifikace na OH nepostoupilo. V roce 1998 byl vyhlášen nejlepším basketbalistou České republiky. Třikrát v letech 1987, 1997, 1998 byl zařazen do nejlepší pětky hráčů československé resp. české 1. ligy basketbalu a hrál čtyřikrát All-Star zápasy ligy.
Zúčastnil se devíti evropských soutěží, pětkrát finálové části Mistrovství Evropy mužů: 1983 v Nantes, Francie, 1985 ve Stuttgartu, Německo, 1987 v Athénách, Řecko, 1991 v Římě, Itálie a 1999 v Paříži, Francie, dále čtyřikrát kvalifikační a semifinálové části v letech 1995, 1997, 1999 a 2003. S basketbalovou reprezentací Československa získal na Mistrovství Evropy jednu stříbrnou medaili.
Za reprezentační družstva Československa a České republiky v letech 1983-2003 odehrál 389 zápasů, z toho v kvalifikaci na Olympijské hry a v utkáních Mistrovství Evropy celkem 57 zápasů, v nichž zaznamenal 581 bodů.
V 1. československé basketbalové lize, získal s týmem Brna třikrát titul mistra Československa (1987, 1988, 1990) a má jedno třetí místo (1981), vicemistrem republiky byl v roce 1986 s týmem Dukla Olomouc. V historické střelecké tabulce střelců 1. basketbalové ligy Československa (od sezóny 1962/63 do 1992/93) je na 78. místě s počtem 2974 bodů. Po započtení statistiky české Národní basketbalové ligy má na svém kontě 5817 bodů a další dva tituly mistra s týmem BK Opava (1997, 1998).
Zúčastnil se s týmem Brna pěti ročníků evropských klubových pohárů v basketbale, z toho třikrát Poháru evropských mistrů (1986-1989) a dvakrát FIBA Poháru Korač (1980-1982).

## Sportovní kariéra

### Hráč klubů
- 1980-1984 Zbrojovka Brno (3. místo 1981, 2× 4. místo: 1982, 1984, 7. místo 1983)
- 1984-1986 Dukla Olomouc (2. místo 1986, 7. místo 1985)
- 1986-1990 Zbrojovka Brno (3× mistr: 1987, 1988, 1990, 4. místo 1989)
- 1990-1991 Alba Regia Székesfehervár (1. liga Maďarsko )
- 1990-1991 Damme BAC (Belgie)
- 1991-1992 El Caceres CB (1. liga Španělsko, postup do ligy ACB)
- 1993-1994 Tizona Vekaventanas (Burgos-España) - 1ª División
- 1994-1996 SV Tally Oberelchingen (1. liga Německo)
- 1996-1999 BK Slovnaft Opava (2× 1. místo: 1997, 1998, 3. místo 1999)
- 1999-2001 Mlékárna Kunín (3. místo 2001, 4. místo 2000)
- 2000-2002 Triga Eprin Brno (5. místo 2002, 7. místo 2001)
- 2002-2003 Plasencia Galco (2. liga LEB, Španělsko)[3]
- 2003-2004 BC BVV ŽS Brno (3. místo 2004)
- 2003-2004 El Caceres CB (9. místo LEB liga Španělsko), viz Poznámka 2
- 2004-2005 BK Prostějov (3. místo 2005)
- 2005-2006 UP Olomouc (2. liga)
- 2006-2007 Autocid Ford Burgos (2. liga Španělsko) do 24.1.2007
- 1. liga basketbalu Československa a České republiky, celkem 19 sezón (1980-2005) a 5817 bodů

úspěchy:
- vicemistr Evropy 1985
- 5× účast na finálovém turnaji ME (1983, 1985, 1987, 1991, 1999)
- nejlepší basketbalista Československa: rok 1998
- 5× mistr republiky (3× Brno: 1987, 1988, 1990 , 2× Opava: 1997, 1998)
- 1× vicemistr Československa (1986 Dukla Olomouc)
- 3× účastník vybrán do nejlepší pětky ligy (1987, 1997, 1998)
- 4× účastník All Star zápasu české ligy (1997, 1998, 2001, 2002)
- 3× vítěz Českého poháru (Opava 1997, 1998, 1999)

### Hráč reprezentací
Předolympijská kvalifikace
- 1992 Španělsko (54 bodů, 4 zápasů) 6. místo

kvalifikace na Mistrovství Evropy (účast celkem 5×)
- 1995 Semifinálová část (51 bodů, 4 zápasy) 4. místo ve skupině D
- 1997 Semifinálová část (132 bodů, 8 zápasů) 5. místo ve skupině C
- 1999 Kvalifikační část (37 bodů, 3 zápasy) 1. místo ve skupině A
- 1999 Semifinálová část (100 bodů, 6 zápasů) 3. místo ve skupině E
- 2003 Semifinálová část (6 bodů, 1 zápas) 4. místo ve skupině E
- Celkem v kvalifikaci na Mistrovství Evropy 326 bodů v 22 zápasech

Mistrovství Evropy (účast celkem 5×)
- 1983 Nantes, Francie (18 bodů, 6 zápasů) 10. místo
- 1985 Stuttgart, Německo (30 bodů, 6 zápasů) 2. místo
- 1987 Athény, Řecko (64 bodů, 8 zápasů) 8. místo
- 1991 Řím, Itálie (45 bodů, 5 zápasů) 6. místo
- 1999 Paříž, Francie (44 bodů, 6 zápasů) 12. místo
- Celkem na Mistrovství Evropy 201 bodů v 31 zápasech
- Celkem za reprezentační družstva Československa a České republiky ve světových a evropských soutěžích 581 bodů a 57 zápasů

### Trenér
- 2010-2013 UKJ Mistelbach (2. liga Rakousko)[4]
- 2013 JBC MMCITÉ Brno, U19 extraliga, asistent trenéra: Jiří Okáč[5]